# Bernardino Stefonio
Bernardino Stefonio (Poggio Mirteto, 8 dicembre 1560 – Modena, 8 dicembre 1620) è stato un gesuita, umanista e drammaturgo italiano.

## Biografia
A vent'anni entrò nella Compagnia di Gesù e professò belle lettere nel Collegio Romano. Si segnalò soprattutto con le tragedie latine Crispus, Flavia e Symphorosa che, secondo l'uso della Compagnia, vennero rappresentate nelle solennità scolastiche. Le tre tragedie vennero pubblicate separatamente a Roma nel 1601, 1621 e 1655, in-16 ; le prime due furono ristampate più volte e il Crispus considerata una delle migliori tragedie del teatro gesuitico, è stato anche tradotto in versi italiani (Napoli, 1615, in-8°). Nel 1618 Stefonio fu chiamato a Modena dal duca Cesare d'Este per educare i suoi figli minori. 
Tra i suoi scritti si ricordano anche le Orationes, Roma, 1620, in-16; le Posthumæ prosæ, 1658, ivi, in-12; le Posthumæ epistolæ cum tractatu de triplici stylo, ivi, 1677, in-12. Da giovane Stefonio aveva scritto un breve poema maccaronico intitolato Macaronis forza, lodato dai suoi contemporanei e edito postumo da É. du Méril (Parigi, 1869). Stefonio fu molto stimato dai massimi letterati del suo tempo, in particolare Giovan Battista Marino, che gli dedicò un sonetto, definendolo « cigno e sirena », poeta che « Stilla mel, piove latte, oro diffonde ».